# 50 Skandi
50 Skandi: majka svih skandinavki je hrvatska zagonetačka revija iz Zagreba. Prvi broj izašao je 1994. godine. Izlazi dvotjedno. Izdavači su bili Sedam crveno i Sfinga art. Glavni urednici bili su Mato Glibo i Robert Pauletić. ISSN 1330-7827. Sadrži priloge 50 skandi. Ljeto... (godišnje; ISSN 1334-5060), 50 skandi. Zima... (godišnje; ISSN 1334-4579), 101 skandi (mjesečno; ISSN 1331-1115).